# A Magyar Kultúra Lovagja
A Kultúra Lovagja címet a Falvak Kultúrájáért Alapítvány a kultúra különböző területein huzamos ideje tevékenykedők elismerésére 1998 októberében hívta életre. A cím a művészi alkotók tevékenysége mellett elismeri az irodalmi és a közművelődési teljesítményt. Adható kultúraszervező életműért a magyar kultúrát támogató hazai és külföldi művészetbarátoknak, szponzoroknak, mecénásoknak, politikusoknak.
Az alapítvány, melynek címerében „A kultúra a béke követe” jelmondat szerepel, a Magyar Kultúra Lovagja cím mellett adományozza még az Egyetemes Kultúra Lovagja címet is (nemzetközi kulturális együttműködésért, valamint két vagy több nemzet kultúrájának együttes ápolásért), továbbá a fiatalabb korosztály számára a Magyar Kultúra Apródja címet is.
Alapítása óta a cím a civil társadalom kiemelt elismerésévé vált. Átadására az 1997-ben alapított Magyar Kultúra Napja Gála alkalmával kerül sor, mely a magyar kultúra napjához kapcsolódik.
A cím nem helyettesíti az állami és a művészeti díjakat, nem jár vele pénzösszeg, kiemelkedő jelentősége mégis abban áll, hogy évenként azok kezdeményezhetik, akik lokális környezetükben a jelöltek emberségét és lovagias tetteit a legjobban ismerik.

## A cím adományozásának módja
Az alapítvány által adományozandó címre az előző év nyarán meghirdetett nyílt pályázaton a társadalmi szervezetek és önkormányzatok adhatnak jelölést, október 15-i határidővel. 
Az alapítvány kuratóriumának a címek odaítéléséről szóló javaslatát az 1999. január 22-én elsőként elismert Alapító Lovagok 12 fős testülete, valamint 2005-től a Kultúra Lovagrendje által évente felkért háromszáz lovagjából álló Tanácsadó Testület készíti elő. 
A testület javaslata alapján a kuratórium december 1-ig hozza meg döntését, annak érdekében, hogy a javaslattevők karácsony körül adhassák át a Kultúra Lovagja címre történő jelölést az elfogadott javasoltaknak. Az elismerés elfogadásáról a jelölt önállóan dönt azzal, hogy az adatlap egyik példányát – kitöltve és aláírva – a következő év január első hetéig visszajuttatja. 
Az alapítvány ezt követően hozza nyilvánosságra az elismertek jegyzékét. Évente maximálisan 36 elismerés adható.

## A lovaggá avatás
A Kultúra Lovagjainak avatása szertartásosan zajlik a Magyar Kultúra Napja Gálán. 
A lovaggá ütés az Örökség serleggel kitüntetett Magyar Koronaőrök Egyesülete szolgálatában megjelenők és a Szent Korona másolata előtt történik. Állandó jelképei a virrasztás, a kard, a pajzs és a címer. 
Az elismeréshez érem és nyaklánc jár oklevéllel. Az elismertek nevét bejegyzik a Kultúra Lovagjai Aranykönyvébe. 
A Gála nemzetközi közönsége előtt minden évben egy-egy kiemelkedő közművelődési teljesítményt nyújtó hazai vagy határon túli település, nemzetiség, illetve régió díszvendégként mutathatja be kultúráját.

## A Kultúra Lovagrendje
Az alapítvány – a doni áttörés 60. évfordulóján – 2003. január 22-én elindítva, 2004. július 10-én az alapító okirat túrkevei aláírásával létrehozta a Kultúra Lovagrendjét. Alapító lovagja Nick Ferenc, az alapítvány kuratóriumának elnöke. 
A Kultúra Lovagja címmel elismertek önként dönthetnek arról, hogy akarnak-e a lovagrend tagjai lenni, és találkozni vagy együttműködni a lovagtársakkal. 
A lovagrend sajátosságai: a zászló, az ezüst kitűző és a tagsági igazolvány. 
A lovagrend az alapítvány meghatározó szervezeti eleme, tagjai területileg és szakmailag sokoldalúan együttműködnek. A közösséghez való tartozás együttműködési támaszt jelent az elismerésben részesültek számára önzetlen tevékenységük folytatásához.

## Emlékezet őrzése

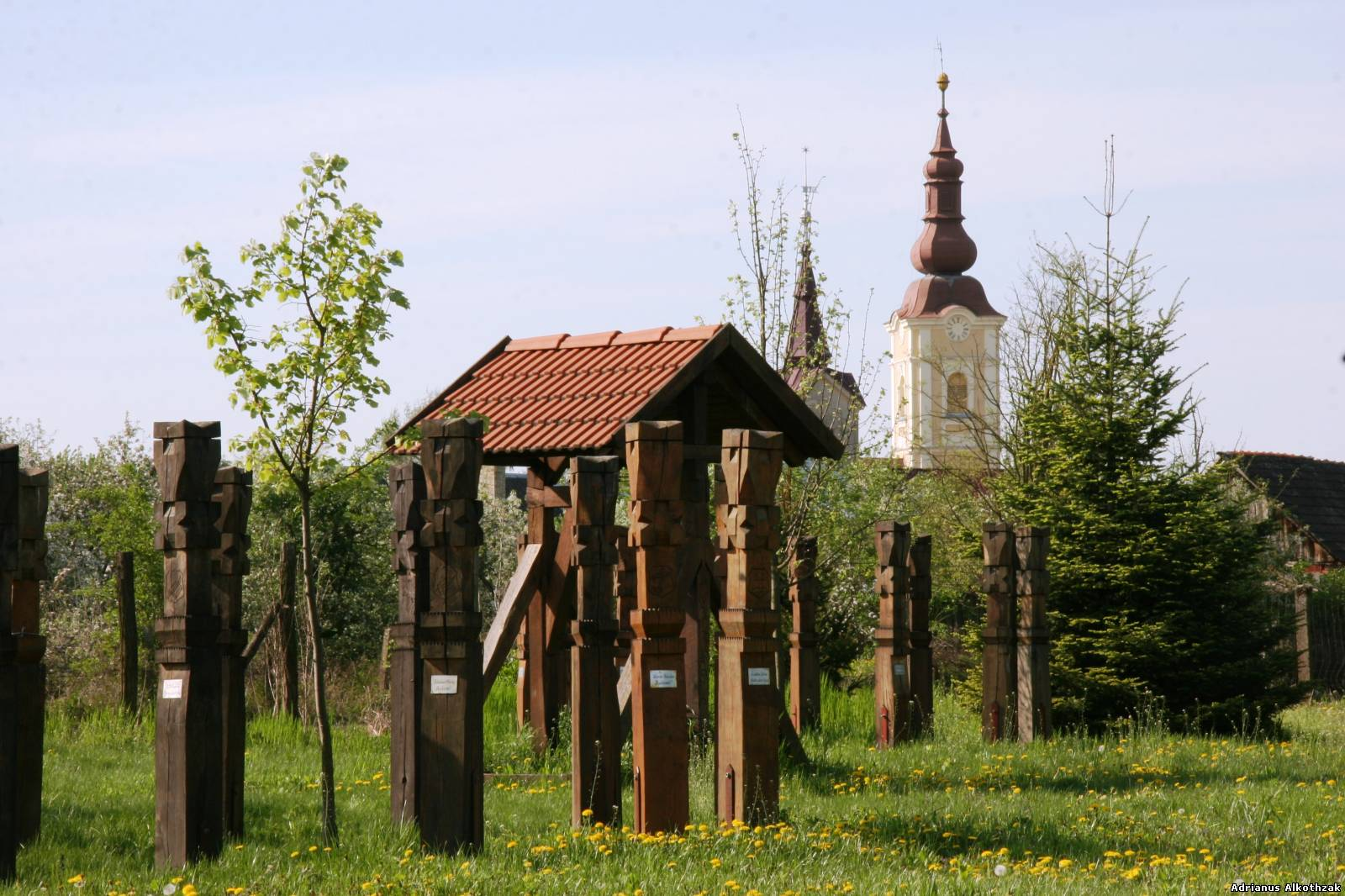
Kultúra Lovagrendje Emlékparkja. Háttérben a református templom tornya

- A Nándorfehérvári diadal 550. évfordulóján – 2006. július 9-én – Aranyosapátiban megnyílt a Kultúra Lovagrendje Emlékparkja, kegyeleti helye. Az első 36 lovagi emlékoszlop mellett felszentelésre került az „Emlékezet harangja”, amely az egész világot érintő történelmi diadalt kapcsolja össze a kulturális önkéntesekkel. 2008-tól a lovagtársakra való emlékezés és az év során elhunyt lovagtársak emlékemlékoszlopainak emelése – az alapítvány által kezdeményezett példamutató nemzetközi összefogással bevezetett – Európai Kultúra Napja (szeptember 20.) rendezvénysorozat Kulturális Önkéntesek Napján történik. A tábori ökumenikus istentisztelettel és kulturális programmal egybekötött eseményen valamennyi lovagra a harang megkondításával külön emlékeznek. Az emlékükre állított új emlékoszlopok jelentőségét a szülőföld küldöttsége és az általuk hozott föld fokozza. (2013-ban 105 elhunyt lovag emlékét őrzi az emlékpark.)

- 2010-ben megnyílt a Kultúra Lovagrend Múzeuma és Levéltára, amely alkalmat ad a személyes és közösségi értékek megőrzésére.

- 2015-ben felépült az Aranyossziget Gyermek és Ifjúsági Tábor, melynek hatékony működését gazdagítja a 2019-ben átadott Négyeshatármenti Művelődési Központ.

- Az értékek őrzésében segítségére lesz az alapítványnak a 2022-ben felavatásra kerülő lovagok könyvtára.